# Lätt på tå
Lätt på tå (originaltitel: The Dancing Masters) är en amerikansk komedifilm med Helan och Halvan från 1943 regisserad av Malcolm St. Clair.

## Handling
Helan och Halvan är danslärare på en skola med varsin inriktning. Samtidigt behöver uppfinnaren Grant Lawrence hjälp med att både samla in pengar och att lyckas med sitt förhållande med sin flickvän Trudy Harlan, något som Helan och Halvan ställer upp till att hjälpa honom med.

## Om filmen
Flera skämt i filmen är hämtade från flera duons tidigare filmer; Här skall fajtas från 1927, Hjärtligt ovälkomna och En lycklig dag båda från 1929, Uppåt väggarna från 1930, Vänligt bemötande från 1932, Helan och Halvan som sotare från 1933, Kavata kumpaner från 1935 och Skrattar bäst som skrattar sist från 1938.
Filmen finns utgiven på DVD och Blu-ray.

## Rollista (i urval)
- Stan Laurel – Stan (Halvan)
- Oliver Hardy – Ollie (Helan)
- Trudy Marshall – Trudy Harlan
- Bob Bailey – Grant Lawrence
- Matt Briggs – Wentworth Harlan
- Margaret Dumont – Louise Harlan
- Allan Lane – George Worthing
- Nestor Paiva – Silvio
- George Lloyd – Jasper
- Robert Mitchum – Mickey Halligan
- Charley Rogers – Harlan's betjänt
- Daphne Pollard – en mor på dansskolan
- Chet Brandenburg – busspassagerare[3]